# La Vallée-au-Blé
La Vallée-au-Blé – miejscowość i gmina we Francji, w regionie Hauts-de-France, w departamencie Aisne.
Według danych na styczeń 2017 roku gminę zamieszkiwało 365 osób, a gęstość zaludnienia wynosiła 71 osób/km².